# June Whitfield
Pour les articles homonymes, voir Whitfield.
June Rosemary Whitfield est une actrice anglaise de radio, télévision et cinéma née le 11 novembre 1925 à Streatham et morte le 29 décembre 2018 à Londres.

## Filmographie
- 1959 : Un thermomètre pour le colonel de Gerald Thomas
- 1973 : Carry on Girls de Gerald Thomas
- 1997 : Trois sœurcières (mini-série) : Nounou Ogg (voix)
- 1999 : Faeries de Gary Hurst (voix)
- 2009:  Doctor Who de Russel T. Davies : Minnie Hooper
- 2016 : Absolutely Fabulous, le film de Mandie Fletcher